# Moeketsi Majoro
Moeketsi Majoro (Leribe, 3 de novembro de 1961) é um político e economista lesotiano, primeiro-ministro do Lesoto entre 20 de maio de 2020 e 28 de outubro de 2022.